# Кучкув (Великопольське воєводство)
Кучкув (пол. Kuczków, нім. Hermannsdorf) — село в Польщі, у гміні Плешев Плешевського повіту Великопольського воєводства.
Населення — 498 осіб (2011).
У 1975-1998 роках село належало до Каліського воєводства.

## Демографія
Демографічна структура станом на 31 березня 2011 року:
|          | Загалом | Допрацездатний вік | Працездатний вік | Постпрацездатний вік |
| -------- | ------- | ------------------ | ---------------- | -------------------- |
| Чоловіки | 264     | 55                 | 201              | 8                    |
| Жінки    | 234     | 53                 | 151              | 30                   |
| Разом    | 498     | 108                | 352              | 38                   |